# 최약 테이머는 폐지 줍는 여행을 시작했습니다.
최약 테이머는 폐지 줍는 여행을 시작했습니다.(最弱テイマーはゴミ拾いの旅を始めました。, The Weakest Tamer Began a Journey to Pick Up Trash)는 일본의 라이트 노벨 시리즈이다. Honobonoru500 작가, Nama 작화이다. 2018년 8월부터 사용자 창작 소설 출판 사이트 소설가가 되자에서 웹 소설 연재를 시작했다. 이후 TO 북스에 인수되어 2019년 11월부터 라이트 노벨 출판을 시작했다. 후키노 토우가 그린 만화 각색은 2020년 2월부터 TO 북스의 코믹 코로나 웹사이트에서 연재를 시작했다. 이 만화는 2024년 2월 기준 6권으로 수집되었다. 라이트 노벨과 만화 모두 북미에서 세븐 씨즈 엔터테인먼트에 의해 라이선스가 부여되었다. 스튜디오 마스켓(Studio Massket)에서 제작한 애니메이션 TV 시리즈로 2024년 1월부터 3월까지 방영되었다.

## 전제
아이비는 사람들이 다양한 기술을 보유하고 스타로 순위가 매겨지는 다른 세계에서 다시 태어난 전생의 소녀이다. 그러나 그녀는 별이 없는 테이머 스킬만을 가지고 있다. 그녀는 그 때문에 한때 사랑했던 가족에게 미움과 학대를 당하고, 아이비는 지금 학대하는 집에서 도망쳐 숲에서 살도록 강요받는다. 그러나 지역 점쟁이는 아이비를 불쌍히 여기며 그녀를 교육하고 공급한다. 몇 년 후 점쟁이가 세상을 떠난 후 아이비는 그 지역을 떠나 약하고 죽어가는 점액을 발견한다. 그녀는 그것을 길들여 새로운 친숙한 소라의 이름을지었다.
이야기가 진행됨에 따라 현재 아이비 마을의 촌장이 근시안적이라는 것이 밝혀졌다. 아이비를 쫓아낸 편견을 강요하고 점쟁이의 조언을 무시하여 마을을 쇠퇴로 이끌었다. 그는 탈영하는 모든 마을 사람들을 범죄자로 낙인찍고 자신의 명성을 유지하기 위해 필사적으로 노력하며, 이는 천천히 그의 정신에 큰 타격을 준다.